# Lecumberry
Lecumberry (baskiska: Lekunberri) är en kommun i departementet Pyrénées-Atlantiques i regionen Nouvelle-Aquitaine i sydvästra Frankrike. Kommunen ligger i kantonen Saint-Jean-Pied-de-Port som tillhör arrondissementet Bayonne. År 2022 hade Lecumberry 184 invånare.

## Befolkningsutveckling
Antalet invånare i kommunen Lecumberry
| Referens: INSEE |